# جيرالد دبليو. لونش
جيرالد دبليو. لونش (بالإنجليزية: Gerald W. Lynch)‏ هو أكاديمي أمريكي، ولد في 24 مارس 1937، وتوفي في 17 أبريل 2013.